# Lyyra Filmi
Lyyra Filmi (även Lyyra-Filmi och Filmitehdas Lyyra) var ett finländskt filmproduktionsföretag, verksamt mellan 1910 och 1922.
Lyyra Filmi grundades av Hjalmar V. Pohjanheimo, som utövade sin filmproduktion och filmimport i flera finska städer; däribland Helsingfors, Björneborg, Viborg (nu i Ryssland) och Tammerfors. 1911 påbörjades Lyyra Filmis egen produktion, inledningsvis endast med kortfilmer, och hade producerat sammanlagt 30 filmer fram till 1919. Under våren 1914 utgav bolaget den egna veckotidningen Lyyran viikkolehti. Företagets huvudkontor låg i hörnet av Ludviginkatu-Erottajankatu i Helsingfors.
1913 började företaget producera dramafilmer och bland dem som förde samarbete med Lyyra Filmi fanns Kaarle Halme och Pohjanheimos fyra söner, däribland Birger Pohjanheimo. Fjorton dramafilmer producerades mellan 1913 och 1915 och ytterligare tre farser producerades mellan 1920 och 1921. Mot 1922 drog sig Pohjanheimo alltmer tillbaka och sålde sin sista biograf i Helsingfors till Erik Estlander. Samtliga av Lyyra-Filmis filmer är idag förstörda.

## Filmproduktioner[1]
- Savolinnan ympäristöineen, 1911
- Matka Savolinnasta Punkaharjulle, 1911
- Kuvasarja Pyrinnön kansainvälisistä uintikilpailuista Tampereella heinäkuun 26-29 p:nä 1913, 1913
- Kuvia Karlbergista, 1912
- Kuvia Porista: Seikun höyrysaha, 1913
- Uintikilpailut Helsingissä kesällä 1913, 1913
- Suomalainen viikko Helsingissä, 1913
- Matka Helsingistä Seurasaarelle, 1913
- H.K.V:n kansainväliset kilpailut, 1913
- Viipuri kuuluisine maalalaisine käytävineen, 1913
- Verettömät, 1913
- Nuori luotsi, 1913
- Kosto on suloista, 1913
- Suomalainen viikko Tampereella, 1914
- Lyyran viikkolehti, 1914
- Kilpailut maailmanmestaruudesta kaunoluistelussa lauvantaina, 1914
- Tampereen puuvillatehdas, 1914
- Kuvia Helsingistä, 1914
- Valtiopäiväin avajaiset 4 p. helmikuuta 1914, 1914
- Suomen jääpallomestaruuskilpailut, 1914
- Hyvinkää ympäristöineen, 1914
- Senaattori Leo Mechelinin hautajaiset 2 p. helmikuuta 1914, 1914
- Nokian koskella, 1914
- Porin puuvillatehtaalta, 1914
- Teollisuuslaitoksia Tampereella, 1914
- Kilpailut suomalais-ruotsalais-norjalaisista kiertopokaaleista sekä kauno- että pikaluistelussa sunnuntaina 1 p. maaliskuuta 1914, 1914
- Se kolmas, 1914
- Pirteä ja katonnut kori, 1914
- Salainen perintömäärätys, 1914
- Väärännetty osoite, 1914
- Nainen, jonkas minulle annoit, 1914
- Tuiskusen kuherruskuukausi, 1914
- Vieraalla maaperällä, 1914
- Käpäsen rakkausseikkailu, 1914
- Kaksi sankarit, 1914
- Kesä, 1915
- Rikosten runtelema, 1915
- Ylipäällikkö kreivi Mannerheimin ja Suomen voittoisan armeijan juhlallinen vastaanotto ja paraati Helsingissä 16 p. toukokuuta 1918, 1918
- Helsinki puhdistuksen jälkeen, 1918
- Mankala kosket, 1918
- Kilu-Kallen ja Mouku-Franssin kosioretki, 1920
- Sunnuntaimetsästäjät, 1921
- Kun solttu-Juusosta tuli herra, 1921
- Kilpailut maailman mestaruudesta kaunoluistelussa 22 p:nä helmikuuta 1914, 1934